# Hanomag Rekord
Hanomag Rekord fue un modelo de automóvil de tamaño mediano fabricado por Hanomag entre 1933 y 1940 en Hannover, Alemania. Fue uno de los primeros vehículos fabricados en serie con un motor diésel y el primer modelo de tamaño mediano de Hanomag. En el  otoño de 1933, Hanomag presentó el Rekord como el modelo intermedio de 6/32 CV; el primer vehículo que llevó el nombre de Rekord apareció poco después, en febrero de 1934. Los Rekord tienen una distancia entre ejes más larga, una suspensión delantera independiente y accesorios de motor diferentes a los del 6/32 PS. Antes de 1937, todos los Rekords estaban equipados con motores Otto (encendido por chispa). En 1937, el vehículo fue modificado con una nueva parte trasera "aerodinámica" y comenzó la producción del tipo de motor diesel. Hanomag creó 19.104 registros en total.

## Modelos
Desde 1933 hasta 1940, Hanomag ofreció el Rekord en cinco variaciones:
- 6/32 PS (Tipo 15); otoño de 1933 - febrero de 1934; 32 PD
- Rekord (Tipo 15 K); febrero de 1934 - 1936; 32 PD
- Rekord facelift (Tipo 15 K); 1937 – 1938; 35 PD
- Rekord Diesel (Tipo D 19 A); 1937 – 1938; 35 PD
- Diésel (Tipo 19 K); 1938 – 1940; 35 PD

## Historia

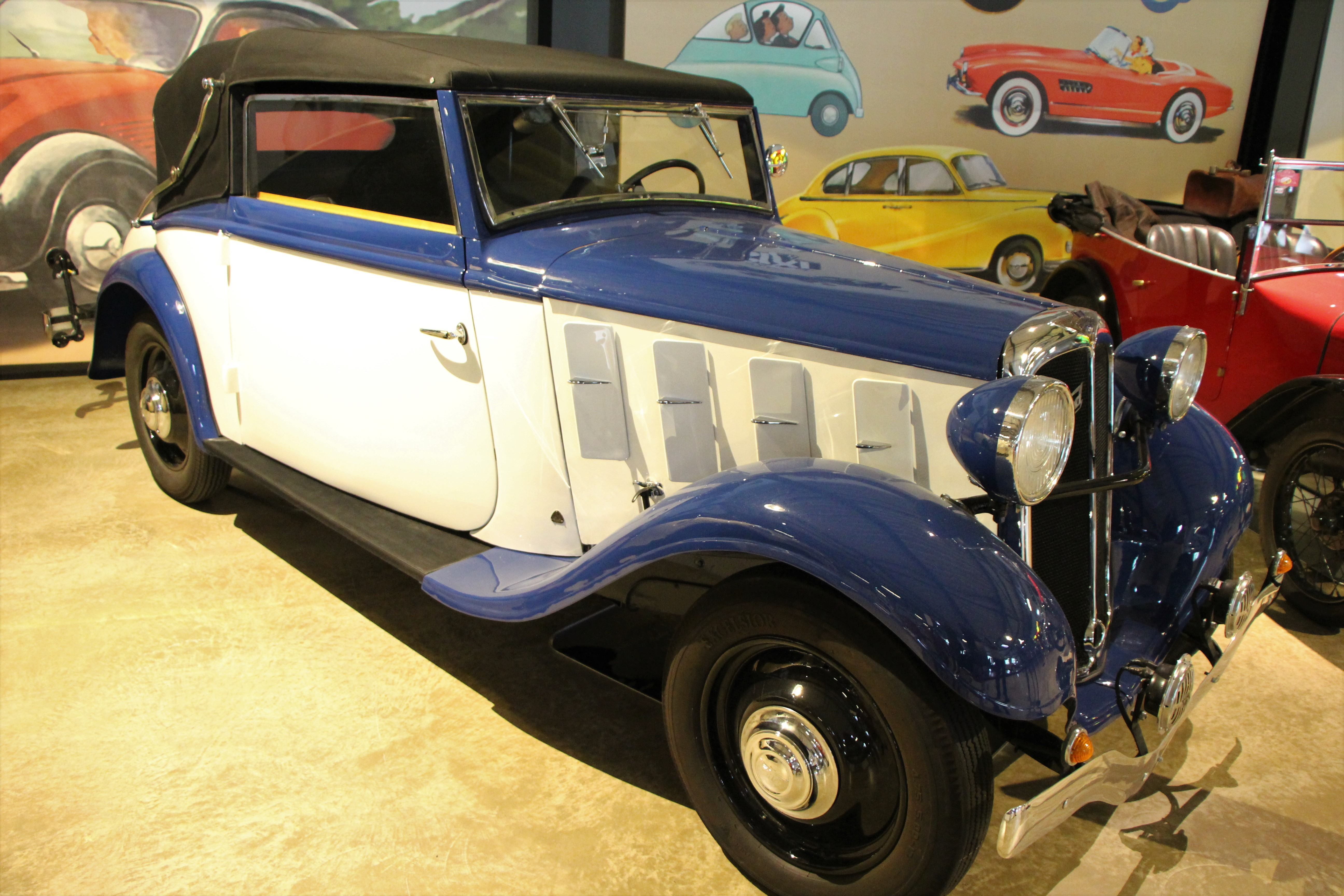
1934-1937 coupé de techo abatible de dos puertas.

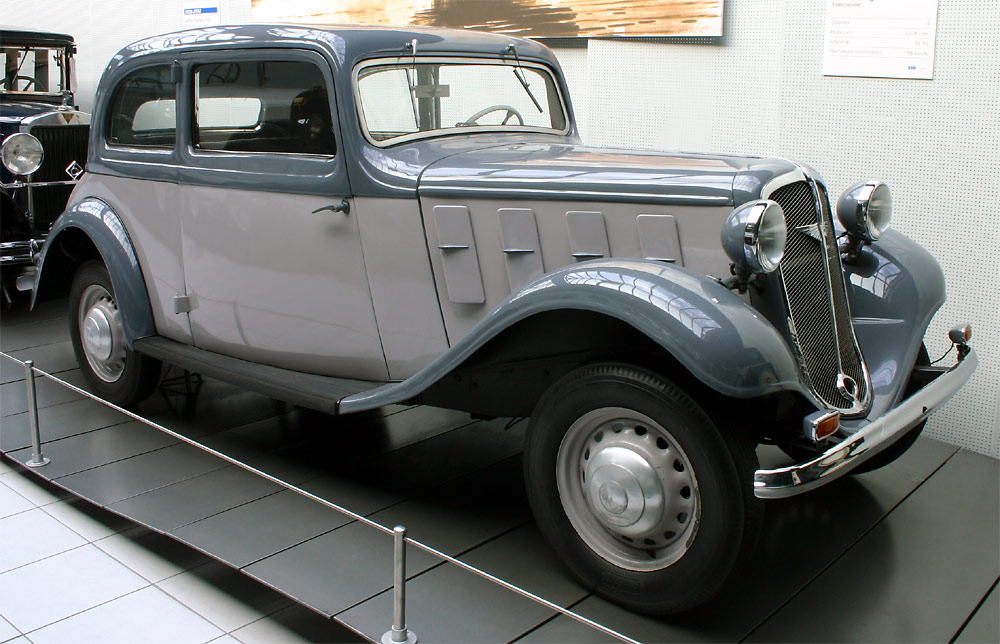
1938-1940 berlina de dos puertas.

El primer vehículo mediano de Hanomag, el Rekord, se colocó en su línea de modelos entre el Garant más pequeño y el Sturm más grande. Como modelo intermedio de 6/32 PS, presentaron el vehículo de manera encubierta en el otoño de 1933. El automóvil se presentó formalmente como Rekord en febrero de 1934 después de que Hanomag cambiara su sistema de nombres de modelos del sistema Steuer-PS a un sistema de nombres de modelos en principios de 1934. Los Rekord están equipados con una suspensión delantera independiente, una distancia entre ejes un poco más larga que el 6/32 PS y una verdadera bomba de agua de refrigeración a diferencia del crudo enfriamiento por termosifón del 6/32 PS. La elección de vender el Rekord como una berlina de cuatro puertas con o sin pilar B era inusual para Hanomag en ese momento.
En febrero de 1936, Hanomag anunció el Rekord Diesel en la 26ª IAMA de Berlín. El primer prototipo Hanomag Rekord Diesel estaba equipado con un 74 milímetro × 95 mm motor de cuatro cilindros en línea, desplazando 1,634 cm3 (99,7 pulgadas3), calificado en 32 PD (24 kW) que fue diseñado por Lazar Schargorodsky. Finalmente, Hanomag aumentó el diámetro del cilindro a 80 mm (lo que da como resultado 1,9 litros de cilindrada), y decidió fabricar el motor con un árbol de levas accionado por engranajes en lugar de accionado por cadena. La producción del motor diésel comenzó en 1937 y la producción en serie oficial comenzó al año siguiente. Se diseñó y construyó una versión prototipo de seis cilindros del motor, sin embargo, no se puso en producción en serie. Werner Oswald (1979) argumenta que el Rekord Diesel tenía un precio competitivo (en ℛℳ 4.875 para la berlina de cuatro puertas). Norbye (1978) escribe que Hanomag construyó alrededor de 2500 Rekord Diesel, mientras que, según Polaschek (2015), se construyeron 1097 Rekord Diesel.
En 1937, el Rekord recibió un lavado de cara. La carrocería se actualizó con la llamada parte trasera "aerodinámica" y las llantas ahora se perforaron para darle al automóvil una apariencia más moderna. El tanque de combustible se movió del compartimiento del motor a la parte trasera del automóvil y aumentó de tamaño de 32 litros a 54 litros Hanomag también aumentó la compresión del motor Otto (encendido por chispa) de ε=5,6 a ε=6,2, y aumentó la potencia nominal de 32 PD (24 kW) a 3000/min a 35 PD (26 kW) a 3500/min. Incluso con este aumento en la potencia del motor, el Hanomag Rekord seguía siendo un vehículo bastante "pesado y lento", con una velocidad máxima de alrededor de 100 kilómetros por hora.
En 1938, un Hanomag Rekord Diesel, el llamado "Hanomag-Diesel-Stromlinien-Sportwagen", se equipó con una carrocería de aluminio aerodinámicamente optimizada que fue diseñada por Járay Pál y construida por Wendler en Reutlingen. El motor fue ajustado para producir 40 PD (29 kilovatios). Los días 8 y 9 de febrero de 1939, el ingeniero de Hanomag, Karl Haeberle, condujo el automóvil en el 14.6 kilómetros (9,1 mi) largo tramo Reichasautobahn desde Dessau a Bitterfeld y alcanzó una velocidad media de 155.954 kilómetros por hora (96,905 mph), y una velocidad máxima de 165 kilómetros por hora (103 mph). El Hanomag-Diesel-Stromlinien-Sportwagen fue destruido durante la Segunda Guerra Mundial. En 2013, los entusiastas de Hanomag construyeron una réplica del automóvil, basándose en fotografías históricas y dibujos técnicos.

## Descripción técnica (1938)

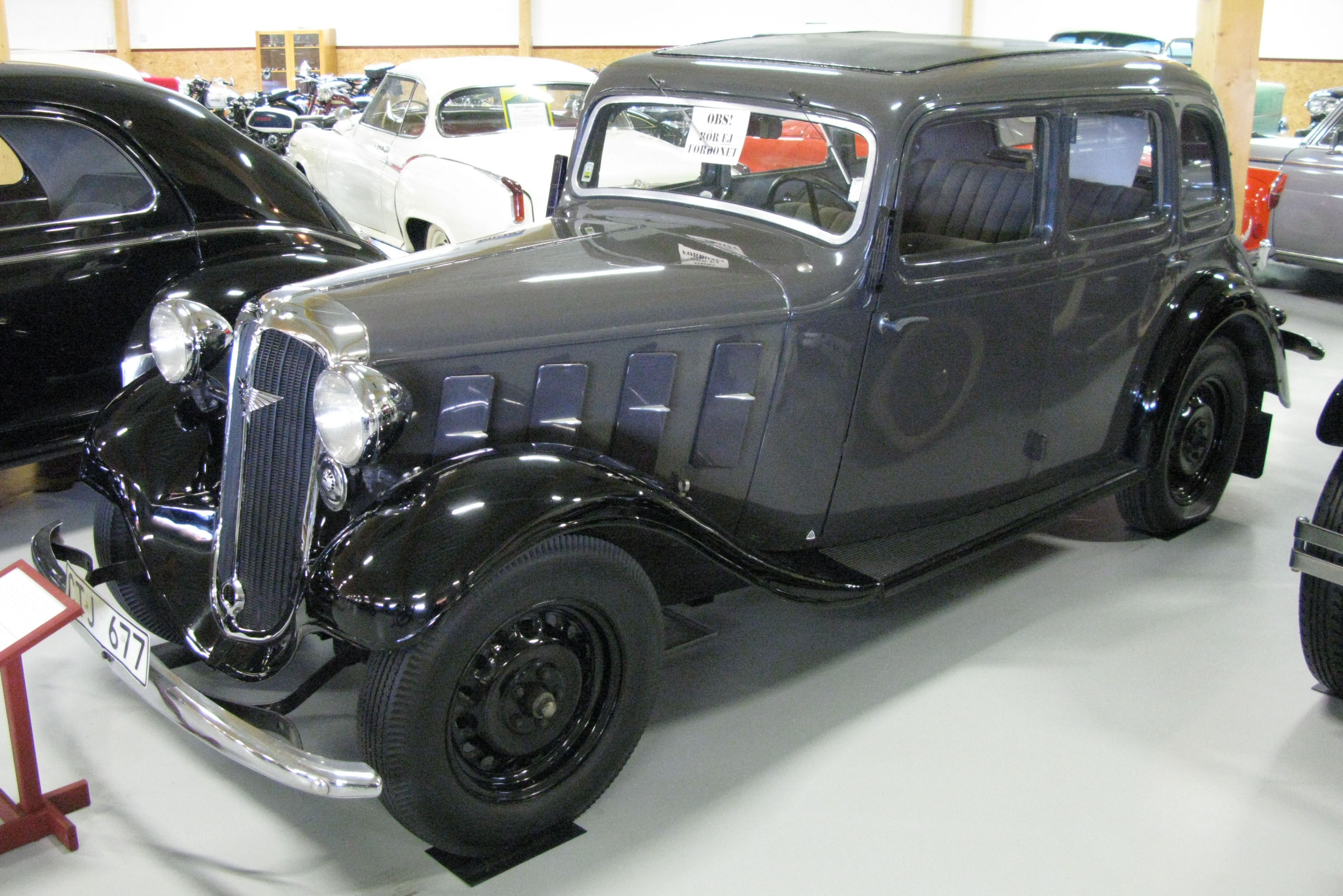
1938-1940 berlina de cuatro puertas.

El Hanomag Rekord tiene un diseño de carrocería sobre bastidor, un motor delantero y tracción trasera. Se ofreció con varios estilos de carrocería "Jupiter", que incluyen una berlina de dos puertas, una berlina de cuatro puertas, un coupé de dos puertas y dos plazas, un coupé descapotable de dos puertas, un turismo de cuatro puertas para todo clima y un chasis rodante. Los cuerpos son totalmente de acero, y fabricados por Ambi-Budd.

### Chasis
El marco es un marco de escalera de perfil bajo hecho de tubos de acero rectangulares con perfil de caja. En la parte delantera, el automóvil tiene un sistema de suspensión independiente con un solo brazo de control transversal superior para cada rueda y una ballesta transversal que actúa como brazo de control transversal. El eje trasero es un eje de viga con suspensión de hojas. Las ruedas de acero están equipadas con neumáticos de 4,75 x 17 pulgadas o 5,50 x 16 pulgadas, y cada rueda tiene un freno de tambor accionado hidráulicamente. El sistema de dirección es un sistema de dirección convencional de gusano y sector. Hanomag empleó un sistema de lubricación centralizado para el chasis.

### Motor y transmisión
Hanomag ofreció un motor Otto (encendido por chispa) de 1,5 litros y un motor diésel (encendido por compresión) de 1,9 litros para el Rekord. El motor de 1,5 litros es un motor de cuatro cilindros en línea con un árbol de levas en bloque accionado por cadena, válvulas en cabeza, tres cojinetes del cigüeñal y un carburador de tiro ascendente. El diésel de cuatro cilindros en línea y 1.9 litros tiene un árbol de levas en bloque accionado por engranajes, válvulas en cabeza, cinco cojinetes del cigüeñal, una culata de cilindros de flujo cruzado e inyección de cámara de precombustión (con una bomba de inyección en línea de Bosch). Debido a la mayor compresión del Diesel de ε=20, está equipado con un 1.3 kilovatios, 12 Motor de arranque en V. Ambos motores tienen una potencia nominal de 35 PD (26 kW) a 3500/min.
Dado que ambos motores tienen curvas de par similares, Hanomag podría instalar la misma caja de cambios ZF con transmisión final 4.55 en las versiones Otto y Diesel del automóvil. Es una caja de cambios de cuatro velocidades y malla constante con anillos sincronizadores en el segundo eje, lo que resulta en sincronización en la tercera y cuarta marcha. La palanca de cambios está montada en el piso y tiene un patrón en H convencional. El par se envía desde el motor a la caja de cambios con un embrague monodisco seco.